# Bothriopsis pulchra
Bothriopsis pulchra là một loài rắn trong họ Rắn lục. Loài này được Peters mô tả khoa học đầu tiên năm 1862.